# Mistrzostwa Polski w Łyżwiarstwie Szybkim w Wieloboju Sprinterskim 2021
40. Mistrzostwa Polski w wieloboju sprinterskim odbyły się w dniach 28-29 listopada 2020 roku na torze Arena Lodowa w Tomaszowie Mazowieckim.

## Wyniki

### Kobiety
| Pozycja | Zawodniczka      | 500 m | 1000 m  | 500 m | 1000 m  | Suma pkt. | Strata |
| ------- | ---------------- | ----- | ------- | ----- | ------- | --------- | ------ |
| 01 !    | Karolina Bosiek  | 38.94 | 1:17.65 | 39.04 | 1:17.74 | 155.675   | -      |
| 02 !    | Andżelika Wójcik | 39.05 | 1:19.04 | 39.12 | 1:19.21 | 157.295   | +1.620 |
| 03 !    | Kaja Ziomek      | 39.62 | 1:20.57 | 39.06 | 1:18.44 | 158.185   | +2.510 |

### Mężczyźni
| Pozycja | Zawodnik        | 500 m | 1000 m  | 500 m | 1000 m  | Suma pkt. | Strata |
| ------- | --------------- | ----- | ------- | ----- | ------- | --------- | ------ |
| 01 !    | Artur Nogal     | 35.51 | 1:11.23 | 35.38 | 1:11.07 | 142.040   | -      |
| 02 !    | Damian Żurek    | 35.88 | 1:11.33 | 35.39 | 1:11.27 | 142.570   | +0.530 |
| 03 !    | Piotr Michalski | 35.90 | 1:11.54 | 35.67 | 1:10.63 | 142.655   | +0.615 |